# 八角樟
八角樟（学名：Cinnamomum ilicioides）为樟科樟属的植物。分布在越南以及中国大陆的广西、海南等地，生长于海拔800米的地区，多生在林谷或密林中，目前尚未由人工引种栽培。